# اینگو ویتنبورن
اینگو ویتنبورن (انگلیسی: Ingo Wittenborn؛ زادهٔ ۳۰ سپتامبر ۱۹۶۴) دوچرخه‌سوار اهل آلمان است.